# Kovács Balázs (professzor)
Kovács Balázs magyar származású akadémikus egyetemi tanár. A Yale School of Management menedzsmentprofesszora.
A magyarországi születésű Kovács 2004-ben szerzett közgazdász-szociológus diplomát a Budapesti Corvinus Egyetemen.
A Stanford Egyetemen szerzett PhD-fokozat megszerzése után Kovács 2009-ben a svájci Luganói Egyetem szervezetelméleti adjunktusa lett, és 2015-ig töltötte be ezt a funkciót.
Kovács 2015-től 2020-ig a Yale School of Management szervezeti viselkedés tanszékének adjunktusa volt, majd 2020-tól 2023-ig egyetemi docens lett.
2023-tól a szervezeti magatartás professzora, továbbá a Yale Egyetem szociológia tanszékének is tiszteletbeli tagja. Tagja továbbá a Yale Hálózattudományi Intézetének és a Yale-i Computation and Society Initiative-nak.
Kovács kutatása a társadalmi struktúrák – például kategóriák, díjak, online kritikák és közösségi hálózatok – hatását vizsgálja az olyan kreatív területeken, mint a zene és az irodalom. Kutatása azt vizsgálja, hogy a minőség és a relevancia hogyan épül fel társadalmi értékeléseken és kategorizálásokon keresztül, a különböző közönségszegmensek és hálózatok kapcsolataira és interakcióira összpontosítva. Módszerei gyakran nagy adathalmazok (big data), különösen online értékelések és közösségi kapcsolatok elemzését foglalják magukban.
Társszerzőivel (Michael T. Hannan, Gael Le Mens, Greta Hsu, Giacomo Negro, Pólos László, Elizabeth Pontikes és Amanda Sharkey) újszerű elméleti megközelítést alkotott annak megértésére, hogy az emberek hogyan használják az alapvető fogalmakat a mindennapi életükben, hogy értelmet adjanak a tárgyaknak, más embereknek, valamint a társadalmi helyzeteknek és cselekvéseknek.

## Bibliográfia
- Hannan, Michael T.. Concepts and Categories: Foundations for Sociological and Cultural Analysis. Columbia University Press (2019). ISBN 978-0-231-54993-6[9]

### Válogatott közlemények
- Authenticity and consumer value ratings: Empirical tests from the restaurant domain. B Kovács, GR Carroll, DW Lehman. Organization Science. 2013
- Authenticity. DW Lehman, K O’Connor, B Kovács, GE Newman. Academy of Management Annals 13 (1), 1-42. 2019
- The paradox of publicity: How awards can negatively affect the evaluation of quality. B Kovács, AJ Sharkey. Administrative science quarterly 59 (1), 1-33. 2014
- What does it mean to span cultural boundaries? Variety and atypicality in cultural consumption. A Goldberg, MT Hannan, B Kovács. American Sociological Review 81 (2), 215-241. 2016
- The consequences of category spanning depend on contrast. B Kovács, MT Hannan. Categories in markets: Origins and evolution 31, 175-201. 2010
- Conceptual spaces and the consequences of category spanning. B Kovács, MT Hannan. Sociological science 2, 252-286. 2015
- Social networks and loneliness during the COVID-19 pandemic. B Kovacs, N Caplan, S Grob, M King. Socius 7, 2378023120985254. 2021
- Selective sampling of empirical settings in organizational studies. J Denrell, B Kovács. Administrative Science Quarterly 53 (1), 109-144. 2008
- Gender differences in obtaining and maintaining patent rights. K Jensen, B Kovács, O Sorenson. Nature biotechnology 36 (4), 307-309. 2018
- Concepts and categories: Foundations for sociological and cultural analysis. Hannan, M T, G Le Mens, B Kovács, G Negro, L Pólos, E Pontikes, AJ Sharkey. Columbia University Press. 2019

## Fordítás
Ez a szócikk részben vagy egészben  a   Balázs Kovács (professor) című angol Wikipédia-szócikk ezen változatának fordításán alapul.  Az eredeti cikk szerkesztőit annak laptörténete sorolja fel. Ez a jelzés csupán a megfogalmazás eredetét és a szerzői jogokat jelzi, nem szolgál a cikkben szereplő információk forrásmegjelöléseként.